# Premio a la Mejor Jugadora de Europa de la UEFA 2012-13
El Premio a la Mejor Jugadora de Europa de la UEFA 2012-13 es un galardón que se otorgó por la Unión de Asociaciones de Fútbol Europea (UEFA) a la mejor futbolista europea de la temporada 2012-13. La distinción le fue entregada a la ganadora, Nadine Angerer, en la ciudad de Nyon, Suiza, el 5 de septiembre de 2013.

## Palmarés
Entre las diez seleccionadas a optar a finalistas, el Olympique Lyonnais fue el club más representado con tres jugadoras, seguido por las dos del VfL Wolfsburgo y del Tyreso F. F.

### Finalistas
| Posición | Futbolista     | Club               | Votos |
| -------- | -------------- | ------------------ | ----- |
| 1.ª      | Nadine Angerer | F. F. C. Frankfurt | 10    |
| 2.ª      | Lena Goeßling  | VfL Wolfsburgo     | 6     |
| 3.ª      | Lotta Schelin  | Olympique Lyonnais | 2     |

### Preseleccionados
Las tres finalistas salieron de un total de diez jugadoras que finalizaron clasificadas según los puntos obtenidos en las votaciones.
| Posición | Futbolista             | Club                  | Puntos |
| -------- | ---------------------- | --------------------- | ------ |
| 4.ª      | Nadine Keßler          | VfL Wolfsburgo        | 16     |
| 5.ª      | Vero Boquete           | Tyresö F. F.          | 11     |
| 6.ª      | Caroline Seger         | Tyresö F. F.          | 8      |
| 7.ª      | Nilla Fischer          | Linköpings F. C.      | 6      |
| 8.ª      | Celia Okoyino da Mbabi | S. C. 07 Bad Neuenahr | 4      |
| 9.ª      | Wendie Renard          | Olympique Lyonnais    | 3      |
| 10.ª     | Louisa Necib           | Olympique Lyonnais    | 2      |